# Ли Гын Мо
Ли Гын Мо (кор. 리근 모 , 이근모 , I Geunmo , Ri Kŭnm; 5 апреля 1926, Пхёнан-Намдо, Японская Корея – 2001, КНДР) — северокорейский политический и государственный деятель, Председатель Административного совета КНДР (29 декабря 1986–12 декабря 1988).

## Биография
Окончил Университет имени Ким Ир Сена.
В 1967 году был избран депутатом Верховного народного собрания КНДР. В ноябре того же года назначен на пост заведующего отделом культурной пропаганды ЦК Трудовой партии Кореи. 
В июле 1968 года назначен заместителем министра машиностроения. В ноябре 1970 года стал членом ЦК Трудовой партии Кореи. В 1971 году назначен заведующим отделом машиностроения ЦК партии. В мае того же года вновь был назначен зам. министра машиностроения. В 1972 году работал секретарем партии провинции Пхёнан-Намдо. В сентябре 1973 года стал заместителем премьер-министра Госсовета. В 1980 году занимал должность ответственного партийного секретаря города Нанпу. Позже – член Политбюро партии и секретарь ЦК партии. 
Возглавил Административный совет КНДР в конце 1986 года. Через два года вышел в отставку из-за ухудшения состояния здоровья. 
В 1998 году был назначен на должность первого секретаря ТПК в провинции Хамгён-Пукто. Был отстранен от должности 2001 года и вскоре скончался.